# Апеласан
Апеласау (порт. Apelação) — район (фрегезия) в Португалии, входит в округ Лиссабон. Является составной частью муниципалитета Лоуреш. Находится в составе крупной городской агломерации Большой Лиссабон. По старому административному делению входил в провинцию Эштремадура. Входит в экономико-статистический субрегион Большой Лиссабон, который входит в Лиссабонский регион. Население составляет 5 647 человек на 2011 год. Занимает площадь 1,43 км².
Покровителем района считается Дева Мария (порт. Maria).

## История
Район основан в 1590 году.

## Демография
| Численность населения муниципалитета по годам | Численность населения муниципалитета по годам | Численность населения муниципалитета по годам | Численность населения муниципалитета по годам | Численность населения муниципалитета по годам | Численность населения муниципалитета по годам | Численность населения муниципалитета по годам | Численность населения муниципалитета по годам |
| --------------------------------------------- | --------------------------------------------- | --------------------------------------------- | --------------------------------------------- | --------------------------------------------- | --------------------------------------------- | --------------------------------------------- | --------------------------------------------- |
| 1862                                          | 1864                                          | 1890                                          | 1900                                          | 1920                                          | 1991                                          | 2001                                          | 2011                                          |
| 284                                           | 283                                           | 302                                           | 374                                           | 402                                           | 3377                                          | 6043                                          | 5647                                          |